# Рис Вихан ап Рис Мечилл
Рис Вихан (валл. Rhys Vychan) (умер 17 августа 1271 года) — сын Риса Мечилла и его жены Матильды де Браоз.
В 1244 году умирает Рис Мечилл. Его сын Рис Вихан, наследует ему. Рис становится вассалом короля Англии Генриха III. В следующее десятилетие Рис побеждает своего дядю Маредида и отбирает у него его владения. После этого Маредид становится вассалом Лливелина Гвинедского.
В июне 1257 года Лливелин и Маредид разгромили Риса и заставили его вернуть земли Маредиду, а также перейти на их сторону. Видимо тогда же Рис женился на сестре Лливелина, Гуладис.
В 1259 году, неожиданно для Лливелина и для Риса, Маредид переходит на сторону короля Генриха III. Давид и Рис прибыли на переговоры к Маредиду, но он и Патрик, лорд Кидвелли, напали на них в Эмлине, но потерпели поражение. Патрик погиб в битве, а Маредид был пленен, но затем отпущен и снова стал союзником Лливелина.
17 августа 1271 года Рис умер в своем замке в Диневуре и был погребен в монастыре Талли.